# IC 4558
IC 4558 је спирална галаксија у сазвјежђу Змија која се налази на листи објеката дубоког неба у Индекс каталогу.
Деклинација објекта је + 25° 20' 43" а ректасцензија 15h 35m 46,2s. Привидна величина (магнитуда) објекта IC 4558 износи 14,6 а фотографска магнитуда 15,4. IC 4558 је још познат и под ознакама CGCG 136-24, PGC 55537.